# Chaetarcturus beddardi
Chaetarcturus beddardi är en kräftdjursart som först beskrevs av Gurjanova 1935.  Chaetarcturus beddardi ingår i släktet Chaetarcturus och familjen Antarcturidae. Inga underarter finns listade i Catalogue of Life.